# Olympische Sommerspiele 2020/Teilnehmer (Armenien)
| Gelbes Symbol für Goldmedaillen mit stilisierten Olympischen Ringen | Graues Symbol für Silbermedaillen mit stilisierten Olympischen Ringen | Braundes Symbol für Bronzemedaillen mit stilisierten Olympischen Ringen |
| ------------------------------------------------------------------- | --------------------------------------------------------------------- | ----------------------------------------------------------------------- |
| —                                                                   | 2                                                                     | 2                                                                       |

Armenien nahm an den Olympischen Spielen 2020 in Tokio mit 17 Sportlern in acht Sportarten teil. Es war die insgesamt siebte Teilnahme an Olympischen Sommerspielen.

## Medaillengewinner

### Silber
| Name              | Sportart     | Wettkampf                |
| ----------------- | ------------ | ------------------------ |
| Simon Martirosjan | Gewichtheben | Schwergewicht bis 109 kg |
| Artur Aleksanjan  | Ringen       | Griechisch-Römisch       |

### Bronze
| Name                | Sportart | Wettkampf                        |
| ------------------- | -------- | -------------------------------- |
| Howhannes Batschkow | Boxen    | Leichtgewicht bis 63 kg (Männer) |
| Artur Dawtjan       | Turnen   | Sprung                           |

## Teilnehmer nach Sportarten

### Boxen
| Athleten            | Wettbewerb               | 1. Runde | 1. Runde | Achtelfinale  | Achtelfinale  | Viertelfinale | Viertelfinale | Halbfinale    | Halbfinale    | Finale        | Finale        | Rang   |
| Athleten            | Wettbewerb               | Gegner   | Ergebnis | Gegner        | Ergebnis      | Gegner        | Ergebnis      | Gegner        | Ergebnis      | Gegner        | Ergebnis      | Rang   |
| ------------------- | ------------------------ | -------- | -------- | ------------- | ------------- | ------------- | ------------- | ------------- | ------------- | ------------- | ------------- | ------ |
| Männer              |                          |          |          |               |               |               |               |               |               |               |               |        |
| Korjun Soghomonjan  | Fliegengewicht bis 52 kg | G. Yafai | RSC      | ausgeschieden | ausgeschieden | ausgeschieden | ausgeschieden | ausgeschieden | ausgeschieden | ausgeschieden | ausgeschieden | 17     |
| Howhannes Batschkow | Leichtgewicht bis 63 kg  | A. Ryan  | 5:0      | C. Çələbiyev  | 4:1           | E. Abduraimov | 5:0           | K. Davis      | 0:5           | ausgeschieden | ausgeschieden | Bronze |
| Arman Dartschinjan  | Mittelgewicht bis 75 kg  | Freilos  | Freilos  | A. Csemez     | 5:0           | E. Marcial    | KO            | ausgeschieden | ausgeschieden | ausgeschieden | ausgeschieden | 5      |

### Gewichtheben
| Athleten          | Wettbewerb               | Reißen      | Reißen | Stoßen  | Stoßen | Zweikampf | Zweikampf | Rang   |
| Athleten          | Wettbewerb               | Gewicht     | Rang   | Gewicht | Rang   | Gewicht   | Rang      | Rang   |
| ----------------- | ------------------------ | ----------- | ------ | ------- | ------ | --------- | --------- | ------ |
| Frauen            |                          |             |        |         |        |           |           |        |
| Isabella Jajljan  | Leichtgewicht bis 59 kg  | 95 kg       | 4      | 110 kg  | 8      | 205 kg    | 7         | 7      |
| Männer            |                          |             |        |         |        |           |           |        |
| Simon Martirosjan | Schwergewicht bis 109 kg | 195 kg (OR) | 1      | 228 kg  | 3      | 423 kg    | 2         | Silber |

### Judo
| Athleten             | Wettbewerb | 1. Runde | 1. Runde | 2. Runde    | 2. Runde | Achtelfinale  | Achtelfinale  | Viertelfinale | Viertelfinale | Halbfinale / Trostrunde | Halbfinale / Trostrunde | Finale / Platz 3 | Finale / Platz 3 | Rang |
| Athleten             | Wettbewerb | Gegner   | Ergebnis | Gegner      | Ergebnis | Gegner        | Ergebnis      | Gegner        | Ergebnis      | Gegner                  | Ergebnis                | Gegner           | Ergebnis         | Rang |
| -------------------- | ---------- | -------- | -------- | ----------- | -------- | ------------- | ------------- | ------------- | ------------- | ----------------------- | ----------------------- | ---------------- | ---------------- | ---- |
| Männer               |            |          |          |             |          |               |               |               |               |                         |                         |                  |                  |      |
| Ferdinand Karapetjan | bis 73 kg  | Freilos  | Freilos  | Z. Smagulov | 0s2:1s2  | ausgeschieden | ausgeschieden | ausgeschieden | ausgeschieden | ausgeschieden           | ausgeschieden           | ausgeschieden    | ausgeschieden    | 17   |

### Leichtathletik
Springen und Werfen
| Athleten       | Wettbewerb | Qualifikation | Qualifikation | Finale        | Finale        | Rang |
| Athleten       | Wettbewerb | Weite/Höhe    | Rang          | Weite/Höhe    | Rang          | Rang |
| -------------- | ---------- | ------------- | ------------- | ------------- | ------------- | ---- |
| Männer         |            |               |               |               |               |      |
| Lewon Aghasjan | Dreisprung | 16,42 m       | 21            | ausgeschieden | ausgeschieden | 21   |

### Ringen

#### Freier Stil
Legende: G = Gewonnen, V = Verloren, S = Schultersieg
| Athleten          | Wettbewerb       | Achtelfinale   | Achtelfinale | Viertelfinale | Viertelfinale | Halbfinale    | Halbfinale    | Hoffnungsrunde Halbfinale | Hoffnungsrunde Halbfinale | Hoffnungsrunde Finale | Hoffnungsrunde Finale | Finale        | Finale        | Rang |
| Athleten          | Wettbewerb       | Gegner         | Ergebnis     | Gegner        | Ergebnis      | Gegner        | Ergebnis      | Gegner                    | Ergebnis                  | Gegner                | Ergebnis              | Gegner        | Ergebnis      | Rang |
| ----------------- | ---------------- | -------------- | ------------ | ------------- | ------------- | ------------- | ------------- | ------------------------- | ------------------------- | --------------------- | --------------------- | ------------- | ------------- | ---- |
| Arsen Harutjunjan | Klasse bis 57 kg | Erdenebatyn B. | V 1:6        | ausgeschieden | ausgeschieden | ausgeschieden | ausgeschieden | ausgeschieden             | ausgeschieden             | ausgeschieden         | ausgeschieden         | ausgeschieden | ausgeschieden | 13   |
| Wasgen Tewanjan   | Klasse bis 65 kg | G. Raschidow   | V 0:6        | ausgeschieden | ausgeschieden | ausgeschieden | ausgeschieden | ausgeschieden             | ausgeschieden             | ausgeschieden         | ausgeschieden         | ausgeschieden | ausgeschieden | 14   |

#### Griechisch-römischer Stil
Legende: G = Gewonnen, V = Verloren, S = Schultersieg
| Athleten          | Wettbewerb       | Achtelfinale      | Achtelfinale | Viertelfinale   | Viertelfinale | Halbfinale    | Halbfinale    | Hoffnungsrunde Halbfinale | Hoffnungsrunde Halbfinale | Hoffnungsrunde Finale | Hoffnungsrunde Finale | Finale        | Finale        | Rang   |
| Athleten          | Wettbewerb       | Gegner            | Ergebnis     | Gegner          | Ergebnis      | Gegner        | Ergebnis      | Gegner                    | Ergebnis                  | Gegner                | Ergebnis              | Gegner        | Ergebnis      | Rang   |
| ----------------- | ---------------- | ----------------- | ------------ | --------------- | ------------- | ------------- | ------------- | ------------------------- | ------------------------- | --------------------- | --------------------- | ------------- | ------------- | ------ |
| Männer            |                  |                   |              |                 |               |               |               |                           |                           |                       |                       |               |               |        |
| Armen Melikjan    | Klasse bis 60 kg | A. Nejati         | G 5:5        | L. Temirow      | V 4:8         | ausgeschieden | ausgeschieden | ausgeschieden             | ausgeschieden             | ausgeschieden         | ausgeschieden         | ausgeschieden | ausgeschieden | 8      |
| Karen Aslanjan    | Klasse bis 67 kg | B. Korpási        | G 1:1        | M. I. El-Sayed  | V 7:7         | ausgeschieden | ausgeschieden | ausgeschieden             | ausgeschieden             | ausgeschieden         | ausgeschieden         | ausgeschieden | ausgeschieden | 9      |
| Karapet Tschaljan | Klasse bis 77 kg | J. Berdimuratov   | G 5:0        | A. Tschechirkin | G 2:1         | A. Machmudow  | V 2:6         | —                         | —                         | R. Hüseynov           | V 1:4                 | ausgeschieden | ausgeschieden | 5      |
| Artur Aleksanjan  | Klasse bis 97 kg | Ü. Dschussupbekow | G 4:1        | A. Savolainen   | G 5:1         | M. Saravi     | G 4:1         | —                         | —                         | —                     | —                     | M. Jewlojew   | V 1:5         | Silber |

### Schießen
| Athleten          | Wettbewerb       | Qualifikation   | Qualifikation | Finale          | Finale | Ringe/ Scheiben | Rang |
| Athleten          | Wettbewerb       | Ringe/ Scheiben | Rang          | Ringe/ Scheiben | Rang   | Ringe/ Scheiben | Rang |
| ----------------- | ---------------- | --------------- | ------------- | --------------- | ------ | --------------- | ---- |
| Frauen            |                  |                 |               |                 |        |                 |      |
| Elmira Karapetjan | 10 m Luftpistole | 573 / 12        | 18            | —               | —      | 573             | 18   |

### Schwimmen
| Athleten               | Wettbewerb     | Vorlauf | Vorlauf | Halbfinale    | Halbfinale    | Finale        | Finale        | Rang |
| Athleten               | Wettbewerb     | Zeit    | Rang    | Zeit          | Rang          | Zeit          | Rang          | Rang |
| ---------------------- | -------------- | ------- | ------- | ------------- | ------------- | ------------- | ------------- | ---- |
| Frauen                 |                |         |         |               |               |               |               |      |
| Warsenik Manutscharjan | 100 m Freistil | 59,18 s | 45      | ausgeschieden | ausgeschieden | ausgeschieden | ausgeschieden | 45   |
| Männer                 |                |         |         |               |               |               |               |      |
| Artur Barseghjan       | 50 m Freistil  | 23,14 s | 43      | ausgeschieden | ausgeschieden | ausgeschieden | ausgeschieden | 43   |
| Artur Barseghjan       | 100 m Freistil | 49,78 s | 38      | ausgeschieden | ausgeschieden | ausgeschieden | ausgeschieden | 38   |

### Turnen

#### Gerätturnen
| Athleten      | Wettbewerb    | Qualifikation | Qualifikation | Finale        | Finale        | Rang   |
| Athleten      | Wettbewerb    | Punkte        | Rang          | Punkte        | Rang          | Rang   |
| ------------- | ------------- | ------------- | ------------- | ------------- | ------------- | ------ |
| Männer        |               |               |               |               |               |        |
| Artur Dawtjan | Pauschenpferd | 14,566        | 13            | ausgeschieden | ausgeschieden | 13     |
| Artur Dawtjan | Sprung        | 14,866        | 2             | 14,733        | 3             | Bronze |